# Гутай (группа)
Гутай (яп. 具体, «Конкретность») — художественное направление и ассоциация художников в послевоенной Японии. Была основана в 1954 году художником Дзиро Ёсихарой. Эта группа художников участвовала в крупномасштабных мультимедийных выставках, спектаклях и театральных событиях, каждым своим появлением подчёркивая взаимосвязь между телом и материей. Данное движение сменило вектор искусства от традиционного к перформативному.

## История
Группа «Гутай» была организована по инициативе художника Дзиро Ёсихары в 1954 году. Сооснователем «Гутай» также являлся другой японский художник — Сёдзо Симамото, давший ей имя («гу» — «инструмент», «способ делать что-то», «тай»  — «тело», Ёсихара переводил «гутай» как «конкретный», в противоположность «абстрактному», «теоретическому»). Официально группа была известна как Gutai Bijutsu Kyokai (художественная ассоциация «Гутай»).
Появившись в послевоенной Японии, «Гутай» подчеркнула важность свободы выражения мнений с помощью использования инновационных материалов и технологий. Группа бросила вызов воображению, изобретая всё новые методы того, каким образом искусство может представить взаимоотношения между телом, материей, временем и пространством. После войны отношение к международному культурному обмену изменилось в лучшую сторону. Поскольку художники группы развивали современное искусство в мировых масштабах, художественная среда того времени стала благоприятным условием для развития «Гутай». Так, например, их работы стали демонстрироваться на выставках в американских и европейских городах. 
В начале 1950-х годов, во времена возрождения современного искусства в Японии, работы Ёсихары были показаны на первых выставках Nihon Kokusai Bijutsu-ten (Международная художественная выставка Японии) и Gendai Nihon Bijutsu-ten (Выставка современного искусства Японии). На выставке «Osaka 1951» Ёсихара и его единомышленники основали Gendai Bijutsu Kondan Kai (дискуссионная группа современного искусства), известную также как «Гэмби». Эта группа служила в качестве мастерской для создания новых форм искусства, объединяя не только восточную и западную культуру, но и современное и традиционное искусство. Своё признание Ёсихара получил, в частности, благодаря интересу в мире искусства к японской традиции, что дало ему возможность принять участие в Salon de Mai в Париже в 1952 году, и снова, в 1958 году, когда после визита Жоржа Матьё в Японию в 1957 году, искусствовед Мишель Тапье де Селейран открыл движение «Гутай» всему миру.
Вместе с послевоенной японской нацеленностью на свободу, целью Соединённых Штатов явилось продвижение абстрактного искусства как помощь в распространении демократии (в отличие от более коммунистического художественного стиля социального реализма). Именно это и помогло распространиться искусству «Гутай».
«Гутай» задала новый вектор развития индивидуального и общественного, возникнув на почве идей, витавших в воздухе послевоенной Японии. Группа разработала «коллективный дух индивидуальности», подчеркнув важность личности в групповом контексте. Для «Гутай» сообщество является необходимым условием развития творческого в человеке. В это же время в Японии было распространено мнение о том, что общество и есть причина возникновения агрессивных войн и его следует упразднить. Именно это и вдохновило Ёсихару переосмыслить сообщество. Группа рассматривала его как горизонтальную систему, а не как иерархическую. «Гутай» были убеждены, что общество имеет важное значение для развития личности. Именно ассоциация «Гутай» сохраняла свою коллективную идентичность, проводя групповые выставки и создавая групповые журналы. Важность личности внесла свой вклад и в разнообразие самих художников группы. Стили и подходы сильно варьировались между участниками. Они создавали множество творений на основе экзистенциальных переживаний, как у Поллока и Фотрие. Их принципы эмансипации были связаны с быстрым дегуманизирующим промышленным ростом в Японии. Их проблемы были близки к интересам Аллана Капроу, Ситуационистского интернационала, голландской группы Nul и бразильских неоконкретистов. Группа работала вместе 18 лет и распалась после смерти Ёсихары в марте 1972 года.

## Манифест
В декабре 1956 года Дзиро Ёсихара пишет «Манифест „Гутай“». В манифесте подчеркивается, что искусство «Гутай» не изменяет материю, а скорее говорит о тонком взаимодействии между духом и материей, что, в конечном итоге, позволяет искусству рассказывать историю и обладать жизнью и свежестью.
Манифест выражает увлечение красотой, которая возникает, когда вещи становятся поврежденными или разлагающимися. Процесс повреждения или разрушения отмечается как способ выявления внутренней «жизни» данного материала или объекта.
Как указано в манифесте, искусство «Гутай» стремится выйти за рамки абстракции и с энтузиазмом преследовать возможности чистого творчества. Целью «Гутай» является то, что путем слияния свойств человека и свойств материалов мы можем конкретным образом осмыслить абстрактное пространство.
Манифест дает ссылки на многие произведения искусства, чтобы показать, что является искусством «Гутай», а что нет. Для искусства, не относящегося к «Гутай», предлагаются идеи о том, как его можно расширить и продвинуть к новым высотам, используя методы «Гутай», в то время как для искусства, являющегося «Гутай» предложена краткая визуализация того, как именно движение продвигает искусство к этим новым высотам. Как указано в манифесте, искусство «Гутай» — это эксперименты, у него нет правил и оно приветствует все художественные объекты, будь то действия, объекты или звуки.

## Метод
Несмотря на чрезвычайно разнообразную природу, все искусство «Гутай» обращено на метод, в котором оно сотворено. Процесс создания очень важен для осознания целостности объекта творчества. Именно телесное взаимодействие со средой и отличает искусство «Гутай» от других движений. Тело является существенным, но не приоритетным по отношению к самим материалам. Это скорее рассматривается как сотрудничество с материалом. Искусство «Гутай» включало в себя множество средств, таких как краска, перформанс, видео, свет, звук и другие нетрадиционные материалы. Пытаясь создать беспрецедентное искусство, многие художники «Гутай» экспериментировали с материалами, которые бросали вызов границам искусства. Некоторые из таких художников: Сабуро Мураками, прорывающийся через большие листы бумаги, натянутые на рамы, Ацуко Танака, которая носила платье из мигающих лампочек, и Сёдзо Симамото, который стрелял краской из пушек, Кацуо Сирага, прославившийся акциями, в которых живопись делалась ногами: он ходил, ползал и бегал, оставляя следы на длинных лежащих на земле холстах. Средства, используемые для производства искусства «Гутай», не имели ограничений.

## Журналы «Гутай»
Журналы были первым художественным актом группы и первый был опубликован 1 января 1955 года. Журналы «Гутай» состояли из документально оформленных работ художников, а также эссе и статей. Ёсихара отправил журнал и фотографии работ членов группы Аллану Капроу, Джексону Поллоку и Мишелю Тапи, а также другим художникам. Это позволило «Гутай» распространить свои работы. Именно через журнал многие художники впервые столкнулись с экспериментами «Гутай». Группа искала всевозможные способы объединиться с аудиторией, художниками, критиками, историками искусства по всему миру. Они были уверены в том, что никто не увидит их искусства, если они не задокументируют его и не распространят.

## Критика
Первое американское появление «Гутай» в нью-йоркской галерее Марты Джексон в 1958 году столкнулось со многими обвинениями критиков, которые утверждали, что искусство имитирует Джексона Поллока. Тем не менее, искусство «Гутай» не копировалось с него, а скорее, вдохновлялось его методами. Ёсихара говорил о Поллоке как о величайшем живом американском художнике и восхищался его оригинальностью и интерпретацией свободы. Однако, он стремился создать свой собственный стиль.

## Влияние
Кроме Ёсихары и Симамото в состав группы «Гутай» входили такие художники как Садамаса Мотонага, Ацуко Танака, Акира Канаяма и другие. Искусство «Гутай» оказало влияние на возникшее позднее направление «Флуксус»; его члены поддерживали творческие отношения с такими французскими художниками и теоретиками искусства, как Мишель Тапи и Жорж Матье, а также с ташистами и информалистами. Художники «Гутай» со своими необычными для 1950-х годов работами явились предтечами таких мощных направлений современного искусства, как хэппенинг, перформанс и концептуализм. Их произведения также оказали большое влияние на становление таких американских и европейских мастеров мирового класса, как Аллан Капроу и Конрад Бо, лидеров позднейшего движения «Флуксус».

## Политика
«Гутай» имел очень важное политическое послание. Группа пытались сделать то, чего раньше не делали в истории Японии. В 1950-х годах в современном японском искусстве преобладала тема социального реализма. За это время изысканная абстракция (в частности, послевоенная Нихонга) была экспортирована на зарубежные выставки. Ёсихара подтолкнул молодых членов «Гутай» избежать этого художественного и политического угнетения, найти свою индивидуальность. Историк искусства Александра Манро и куратор Пол Шиммель считали искусство «Гутай» ответом на сложившуюся политическую ситуацию в Японии в конце 1940-х — начале 1950-х годов. Например, Манро предположила, что их действия направлены на ускорение внедрения демократии в американском стиле в Японии. Их преднамеренная двусмысленность в живописи освободила художников от тирании, которая поддерживает только одну точку зрения на видение мира.

## Участники
Работу группы «Гутай» можно разделить на два отдельных периода: первый — с 1954 по 1961 год, второй — с 1962 году и продолжающийся до тех пор, пока группа не распалась в 1972 году. Первый период «Гутай» и первоначальное намерение при формировании группы состояло в том, чтобы создавать работы новыми методами и расширять само понятие живописи, делая его более перформативным. Художники этого периода сосредоточились на эстетике разрушения как на искусстве, чтобы продемонстрировать свою реакцию на послевоенную Японию. Участники смешивали художника и материал, разбивая бутылки с краской об холсты или пробивая отверстия в бумажных экранах, чтобы показать пример разрыва и фрагментации, и их стремления к трансформации. Второй период работ «Гутай», начиная с 1962 года, отвечал на культурный сдвиг, происходящий в Японии в результате быстрого роста населения и технологических достижений.
- Дзиро Ёсихара
- Акира Канаяма
- Тию Уэмаэ
- Сабуро Мураками
- Кадзуо Сирага
- Сёдзо Симамото
- Ацуко Танала
- Садамаса Мотонага
- Сэйко Канно
- Сэнкитиро Насака
- Цуруко Ямадзаки
- Норио Имаи
- Кумико Иманака
- Дзёдзи Кикунами
- Ютака Мацуда
- Такэсада Мацутани
- Сюдзи Мукаи
- Юко Насака
- Минору Ёсида
- Минору Онода
- Хироси Нагарэ

## Галерея

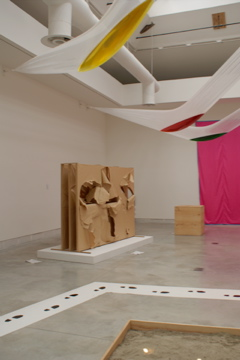
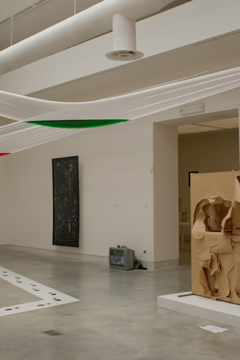
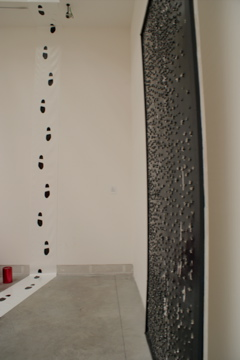
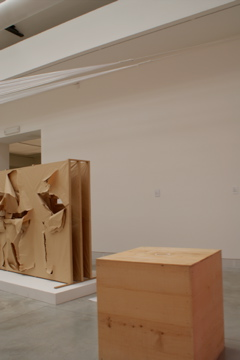
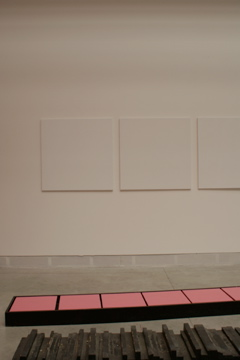
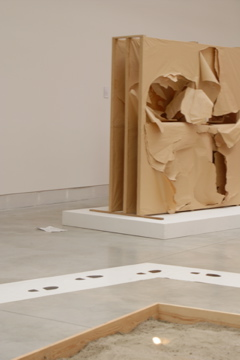
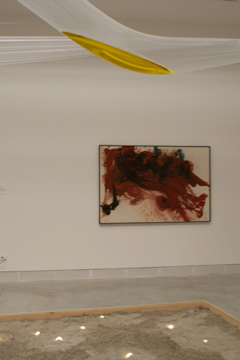
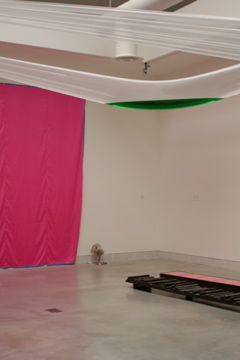

Гутай на венецианском биеннале 2009